# Yusuf Dikeç
Yusuf Dikeç (* 1. Januar 1973 in Göksun) ist ein türkischer Sportschütze. Er gewann bei den Olympischen Spielen 2024 in Paris zusammen mit Şevval İlayda Tarhan die Silbermedaille im Mixed mit der Luftpistole über 10 m.
Aufgrund seines ungewöhnlich entspannten Auftretens und der anschließenden Podiumsplatzierung, trotz des Verzichts auf gängiges Equipment, erlangte er während der Olympischen Spiele 2024 große Internetbekanntheit und wurde zur Grundlage vieler Memes.

## Frühes Leben
Yusuf Dikeç wurde 1973 im Dorf Taşoluk im Bezirk Göksun in der Provinz Kahramanmaraş geboren. Nach seiner Grundschulzeit in seinem Dorf schloss er die Sekundarschule in Göksun ab. Im Jahr 1994 schrieb er sich an der Militärschule der Gendarmerie in Ankara ein. Nach seinem Abschluss wurde er Gefreiter und trat seinen Dienst in Mardin an. 1999 trat Dikeç erneut in die Militärschule der Gendarmerie ein. Nach einem Jahr schloss er mit dem Rang eines Unteroffiziers ab. Er diente ein Jahr in Istanbul und trat dann in den Jandarma Gücü in Ankara ein, den Sportverein der türkischen Gendarmerie.
Im Jahr 2001 begann er mit dem Sportschießen. Seitdem ist Dikeç sowohl in der Militär- als auch in der Nationalmannschaft aktiv. Er studierte Sport an der Gazi-Universität in Ankara und erwarb einen Master in Coaching an der Selcuk-Universität in Konya.

## Sportkarriere
Dikeç wurde mehrfach türkischer Meister und ist nationaler Rekordhalter in verschiedenen Kategorien von Pistolenwettbewerben. Mitte der 2000er-Jahre trat er mehrere  Saisons für den TSV Ötlingen in der deutschen Bundesliga an.
2006 stellte Yusuf Dikeç bei den Militärweltmeisterschaften des CISM in Rena einen neuen Weltrekord in der Disziplin 25-Meter-Zentralfeuerpistole auf und erzielte dabei 597 Punkte.
Dikeç gewann die Bronzemedaille im 10-Meter-Luftpistolenwettbewerb beim Weltcupfinale 2022 in Bangkok, Thailand.
Seit 2008 nahm Dikec regelmäßig an den Olympischen Spielen teil: Bei den Olympischen Spielen 2008 in Peking belegte er mit der Mannschaft (Luftpistole, 10 Meter) Platz 44;  mit der freien Pistole (50 Meter) Platz 22. In London 2012 errang er mit der Mannschaft (Luftpistole, 10 Meter) Platz 27; mit der freien Pistole (50 Meter) Platz 13. In Rio 2016  erreichte er mit der Mannschaft (Luftpistole, 10 Meter) Platz 21. Tokio 2020 wurde er mit der Mannschaft (Luftpistole, 10 m) 24.,  mit der freien Pistole (50 Meter) 22.
Dikeç und seine Teamkollegin Şevval İlayda Tarhan gewannen die Silbermedaille in der Disziplin 10 Meter Luftpistole bei den Olympischen Sommerspielen 2024 in Paris, nachdem sie im Finale gegen das serbische Team aus Zorana Arunović und Damir Mikec verloren hatten. Bei dieser Veranstaltung ging er wegen seiner „scheinbaren Nonchalance“ und „auffällig lässigen Ausstrahlung“ viral. Während viele seiner Konkurrenten große Ohrenschützer, Visiere und Hightech-Schießbrillen benutzten, trug er eine normale Brille, kaum wahrnehmbare Ohrenstöpsel und schoss mit seiner freien Hand lässig in der Hosentasche.
Bei dem ISSF Weltcup 2024 in München gewannen Dikeç und Tarhan die Goldmedaille im Mixed mit der Luftpistole (10 Meter).
Dikeç ist ein im Ruhestand befindlicher Unteroffizier der Jandarma und Mitglied des Jandarma Gücü Sports Clubs.